# Christmas with Patti Page
| Recensione | Giudizio |
| ---------- | -------- |
| AllMusic   |          |

Christmas with Patti Page è un album discografico di Patti Page, pubblicato dalla casa discografica Mercury Records nel dicembre del 1951.
Nel 1955 l'album fu ripubblicato sempre dalla Mercury Records (MG 20093) con quattro brani aggiuntivi.
Nel 1965 fu pubblicato un altro album (dalla Columbia Records) con lo stesso titolo ma completamente differente.

## Tracce

### LP
Mercury Records (MG 25109)
Lato A
1. Jingle Bells – 2:40 (James Lord Pierpont) – Registrato il 18 agosto 1951 a New York
2. Silent Night – 2:55 (Joseph Mohr, Franz Xaver Gruber) – Registrato il 10 settembre 1951 a New York
3. Christmas Choir – 2:40 (Kermit Goell) – Registrato il 10 settembre 1951 a New York
4. The First Noel – 2:40 (Tradizionale) – Registrato il 10 settembre 1951 a New York

Lato B
1. Christmas Bells – 2:31 (Harry Filler, Leonard Schroeder) – Registrato il 10 settembre 1951 a New York
2. White Christmas – 3:15 (Irving Berlin) – Registrato il 10 settembre 1951 a New York
3. Santa Claus Is Coming to Town – 2:40 (Haven Gillespie, J. Fred Coots) – Registrato il 10 settembre 1951 a New York
4. The Christmas Song – 3:15 (Mel Tormé, Robert Wells) – Registrato il 10 settembre 1951 a New York

Mercury Records (MG 20093)
Lato A
1. Jingle Bells – 2:40 (James Lord Pierpont; arrangiamento di Joe Reisman)
2. Silent Night – 2:55 (Joseph Mohr, Franz Xaver Gruber; arrangiamento di Ralph Herman)
3. Christmas Choir – 2:40 (Kermit Goell; arrangiamento di Joe Reisman)
4. The First Noel – 2:40 (Tradizionale; arrangiamento di Ralph Herman)
5. Christmas Bells – 2:31 (Harry Filler, Leonard Schroeder; arrangiamento di Joe Reisman)
6. White Christmas – 3:15 (Irving Berlin; arrangiamento di Ralph Herman)

Lato B
1. Santa Claus Is Coming to Town – 2:40 (Haven Gillespie, J. Fred Coots)
2. The Christmas Song – 3:15 (Mel Tormé, Robert Wells)
3. Pretty Snowflakes – 2:12 (Herbert Plattner, Hugo Peretti, Luigi Creatore) – Registrato il 21 settembre 1953 al Fine Sound Studio, New York
4. I Want to Go Skating with Willie – 2:08 (Herbert Plattner, Hugo Peretti, Luigi Creatore) – Registrato (circa) nell'ottobre 1954 al Fine Sound Studio di New York
5. Where Did My Snowman Go – 2:29 (Geoffrey Venis, Steve Mann, Freddie Poser) – Registrato il 15 ottobre 1953 al Fine Sound Studio di New York
6. The Mama Doll Song – 2:40 (Charles Tobias, Nat Simon) – Registrato il 21 dicembre 1953 al Fine Sound Studio di New York

## Musicisti
- Patti Page – voce
- Jack Rael – conduttore orchestra